# Badis siamensis
Badis siamensis е вид бодлоперка от семейство Badidae.

## Разпространение и местообитание
Видът е разпространен в Тайланд.
Обитава сладководни басейни, крайбрежия, реки и потоци.

## Описание
На дължина достигат до 3,9 cm.